# パース空港
パース空港（パースくうこう、Perth Airport, IATA空港コード：PER）は、オーストラリア連邦西オーストラリア州パース都心に近接し、パース都市圏の航空需要の大部分を担う空港である。国際的な基準では中規模な空港ではあるが、オーストラリア西部唯一の主要空港でありアジア・中東・アフリカ諸国への運航上、戦略的な位置にある。

## 歴史

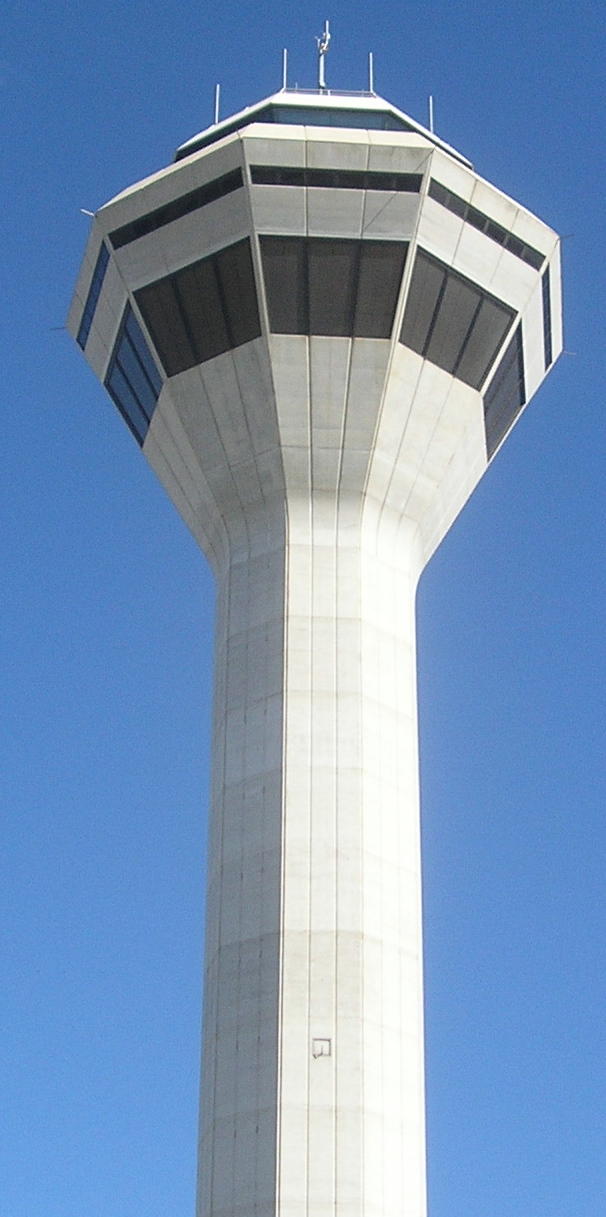
1986年に建てられた管制塔

1944年5月に「ギルドフォード飛行場」(Guildford Aerodrome) として開港した。これはメイランズ（w:Maylands）とパース近くの海岸のラングレー・パーク（Langley Park）にあった空港を置き換えた。
1952年にココス諸島、モーリシャス経由南アフリカ行きの最初の国際線就航のあと「パース国際空港」に改称された。
1986年には、旅客の増加に対応するため、国際線専用ターミナルと管制塔が空港の東部に開設された。
1999年、着陸するボーイング747が滑走路にぶつかってエンジン1基が破壊した。
頻発する気象状況の結果もたらされる、低層大気の乱流、もしくはウインドシアーとしても知られる現象が原因と決定された。 主にこれは現地の地形と近くのダーリング崖 (Darling Scarp) の風のロールにともなって起きる。この事故は空港周辺の気象監視システムの改善努力をもたらした。
2001年、アンセット航空の破産後、アンセット・ターミナルは多会社ターミナルになり、元アンセット子会社スカイウェスト（w:Skywest）やヴァージン・ブルーを取り扱うことになった。
2002年に空港名は「パース空港」と簡単化された。
2004年、空港は60周年を記念し、エアバスA380のような巨大機を運用するための新しい誘導路「タクシーウェイ・S」(Taxiway S(Sierra)) を開設した。

## 利用実績
2018年の旅客数は1390万人でオーストラリアの空港では4位だった。旅客の行き先の上位は、国内線はメルボルン、シドニー、ブリスベン、国際線はシンガポール、デンパサール、クアラルンプールだった。

## 施設
パース空港には3つのターミナルがある：
- 東側の「第1ターミナル」と「第2ターミナル」はオーストラリアを出入国するフライトに用いられる。ゲートは7つある。2001年から2002年のヴァージン・ブルーのような新規の国内航空会社に利用させたこともある。
  - T1国際線は7つのゲートがある。
  - T1国内線はヴァージン・オーストラリア専用で、8つのゲートがある。
  - T2は「多会社国内線」ターミナルは6つのゲートがある。
- 西側にある「第3ターミナル」と「第4ターミナル」は2つの建造物に分けられる、カンタスの国内線と国際線、ジェットスターの国内線専用。
  - T3国際線は5つのゲートがある。
  - T3とT4国内線は8つと6つの合計13つゲートがある。
  - 「多会社国内線」ターミナルはもとは（破産した）アンセット航空のターミナルで、ゲートは7つある。現T3はカンタスの国内線と国際線、ジェットスターの国内線専用。
- 北側には「不定期民間」(w:general aviation) ターミナルがある。

滑走路は磁北から時計回りに30度/210度(03/21)で長さ3,444mの主滑走路と06/24方向で2,163m長の副滑走路とからなる。

## 将来計画

### A380の導入
エアバスA380型機の導入にともない、同空港はヨーロッパ-オーストラリア間の「カンガルールート」のハブ空港として最適な位置にあると考えられている。航続距離の増加により、航空会社はパースからノンストップでヨーロッパの主要な空港に飛べ、シンガポールやバンコクのような歴史的な経由地に着陸せずともよくなる。州政府と空港管理者はパースを魅力あるハブにすることが目標であると述べており、同空港を巨大機と旅客数の増加に対応するよう昇格させる計画をもっている。

### 西側国内線ターミナルの閉鎖
空港マスター・プランでは、2021年までに国内線・国際線ターミナルを統合する狙いである。現在、国際線・国内線ターミナルは主滑走路をはさむ形になっており、橋や軌道で結ばれていない。両ターミナルはバスで15分ほど 掛かり、道のりは約11kmもあるため自動車での移動がほぼ必須である。
計画では現在の西ターミナルを閉鎖し、国際ターミナルに鉄道新線のような改善された交通アクセスを含めた開発を行うことになろう。

### 第3滑走路の建設
空港の将来計画には現在の03/21主滑走路に並行する2,700m級の第3滑走路を建設する予定がある。パース都市圏に対する騒音の増加が予想されるため、論争の種となっている。

## 就航航空会社と就航都市

### 国際線
| 航空会社                   | 就航地 | ターミナル |
| -------------------------- | --- | ---------- |
| カンタス航空               | シンガポール・チャンギ国際空港（シンガポール）、ロンドン・ヒースロー空港（ロンドン）、オークランド国際空港 (オークランド)、O・R・タンボ国際空港 (ヨハネスブルグ) | 3/4        |
| ジェットスター航空         | デンパサール、シンガポール、マニラ(2025年11月27日より運航開始予定)                                                                                               | 1          |
| ヴァージン・オーストラリア | アブダビ国際空港（アブダビ） | 1          |
| ニュージーランド航空       | オークランド国際空港（オークランド）、クライストチャーチ国際空港 （クライストチャーチ）                                                                          | 1          |
| モーリシャス航空           | サー・シウサガル・ラングーラム国際空港（ポートルイス） | 1          |
| 全日本空輸                 | 成田国際空港（東京） | 1          |
| 中国南方航空               | 広州白雲国際空港（広州市） | 1          |
| キャセイパシフィック航空   | 香港国際空港（香港） | 1          |
| タイ国際航空               | スワンナプーム国際空港（バンコク） | 1          |
| マレーシア航空             | クアラルンプール国際空港（クアラルンプール）、コタキナバル国際空港（コタキナバル）                                                                               | 1          |
| エアアジア X               | クアラルンプール国際空港（クアラルンプール） | 1          |
| マリンド・エア             | クアラルンプール国際空港（クアラルンプール） | 1          |
| シンガポール航空           | シンガポール・チャンギ国際空港（シンガポール） | 1          |
| スクート                   | シンガポール・チャンギ国際空港（シンガポール） | 1          |
| ガルーダ・インドネシア航空 | スカルノ・ハッタ国際空港（ジャカルタ）、ングラ・ライ国際空港（デンパサール）                                                                                     | 1          |
| インドネシア・エアアジア   | ングラ・ライ国際空港（デンパサール） | 1          |
| バティク・エア             | ングラ・ライ国際空港（デンパサール） | 1          |
| エミレーツ航空             | ドバイ国際空港（ドバイ） | 1          |
| エティハド航空             | アブダビ国際空港（アブダビ） | 1          |
| カタール航空               | ハマド国際空港（ドーハ） | 1          |
| 南アフリカ航空             | ヨハネスブルグ国際空港（ヨハネスブルク） | 1          |

### 国内線
| 航空会社                                                                 | 就航地 | ターミナル |
| ------------------------------------------------------------------------ | --- | ---------- |
| カンタス航空                                                             | アデレード空港（アデレード）、ブリスベン空港（ブリスベン）、ブルーム国際空港（ブルーム）、ケアンズ国際空港（ケアンズ）、キャンベラ国際空港（キャンベラ）、ダーウィン国際空港（ダーウィン）、カラッサ、メルボルン空港（メルボルン）、シドニー国際空港（シドニー） | 3/4        |
| カンタスリンク                                                           | アリス・スプリングス空港（アリススプリングス）、Ayers Rock/Uluru、カルグーリー、カナナラ、Leinster、Mt. Keith、ニューマン、Paraburdoo、ポートヘッドランド | 3/4        |
| ナショナル・ジェット・システムズ（w:Cobham Aviation Services Australia） | クリスマス島、ココス諸島、Learmonth、Murrin Murrin、Paraburdoo、Telfer、The Granites | 3/4        |
| ジェットスター航空                                                       | メルボルン空港（メルボルン） | 3/4        |
| スカイウェスト（w:Skywest）                                              | アルバニー、ブルーム国際空港（ブルーム）、カナーボン、ダーウィン国際空港（ダーウィン）、エスペランス、Exmouth、ジェラルトン、Kalbarri、カルグーリー、カラッサ、カナナラ、Learmonth、Monkey Mia、ポートヘッドランド                                               | 2          |
| ヴァージン・オーストラリア                                               | アデレード空港（アデレード）、ブリスベン空港（ブリスベン）、ブルーム国際空港（ブルーム）、メルボルン空港（メルボルン）、シドニー国際空港（シドニー） | 1/2        |
| アライアンス航空                                                         | | 2          |
| en:Regional Express Airlines                                             | | 2          |

## アクセス
バス・乗り合いバン・自動車でアクセスできる。
鉄道は空港線の建設が進められている。